# Estat Major de la Defensa (Uruguai)
L'Estat Major de la Defensa és un òrgan militar del Ministeri de Defensa Nacional d'Uruguai dedicat a la coordinació i la doctrina de les Forces Armades.

## Història
La secció va ser creada per la Llei 18.650 del 19 de febrer de 2010 i va substitutir l'Estat Major Conjunt. Les competències de l'organisme es recullen en els articles 16 de la Llei 18.650, i 6 de la Llei 19.775.

### Competències
1. Elaboració doctrinària i planificació del concepte d'operació conjunta de les Forces Armades.
2. Anàlisi i valoració d'escenaris estratègics.
3. Planificació logística de les Forces Armades a nivell ministerial, particularment en el referit a sistemes d'armes, de comunicacions, d'equipament i de noves tecnologies.
4. Assessorar en matèria de planificació del disseny de les Forces.
5. Assessorar, a petició del Ministre de Defensa Nacional, sobre la formació conjunta del personal militar, des de les Escoles de Formació d'Oficials.
6. Rebre, analitzar i elevar els informes dels Agregats de Defensa de la República acreditats davant governs estrangers.

## Prefectura
El cap de l'Estat Major de la Defensa és el Cap de l'Estat Major de la Defensa. L'actual titular és, des del 7 d'abril de 2022, el General de l'Aire Rodolfo Pereyra Martínez.

## Estructura
- Cap de l'Estat Major de la Defensa
  - Cap d'Intel·ligència Estratègica
  - Cap d'Operacions de l'Estat Major
  - Cap de l'Estat Major General
  - Comando Conjunt de Ciberdefensa
  - Sistema Nacional d'Operacions de la Pau

## Seu

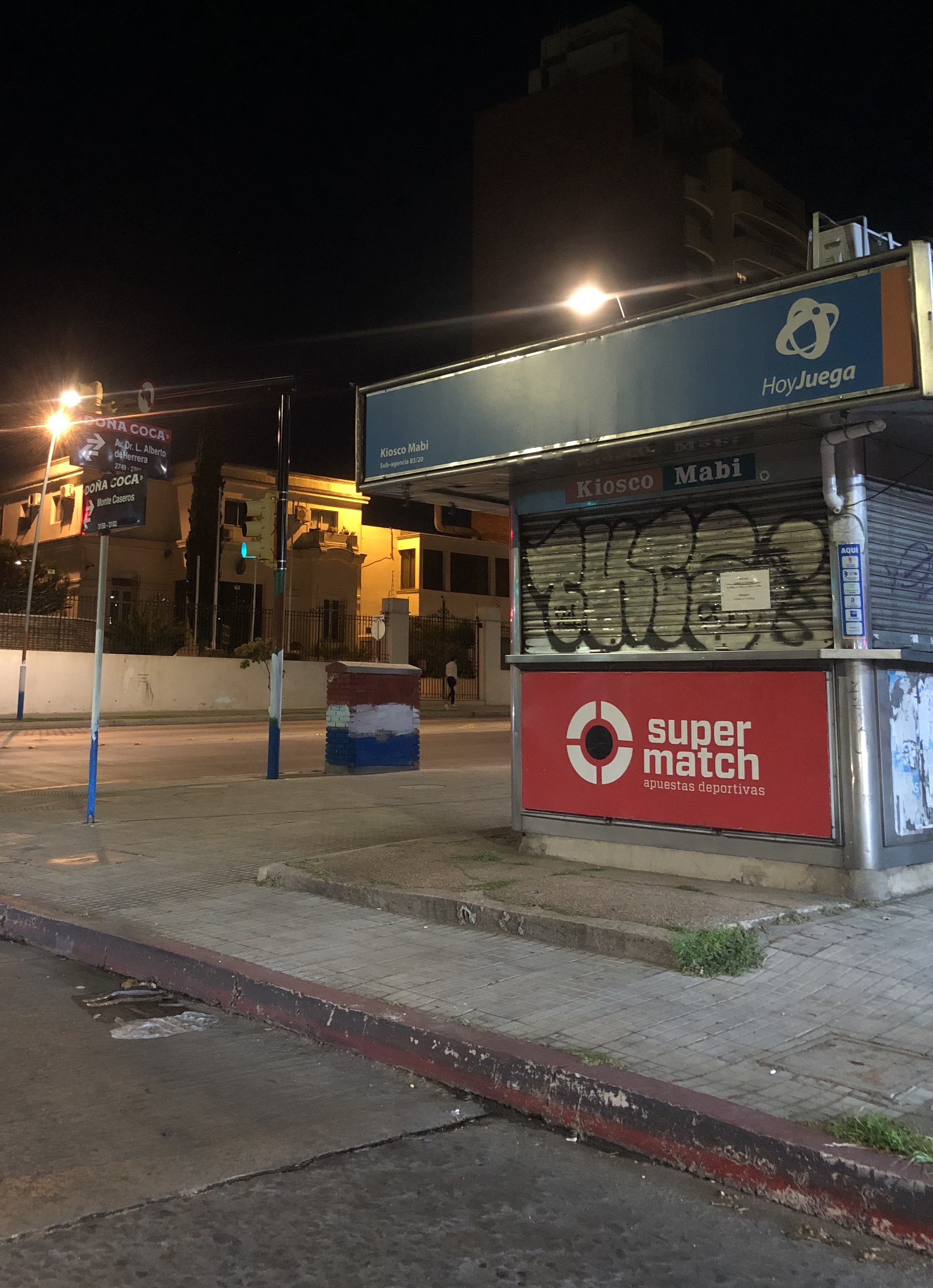
Edifici de l'Estat Major de la Defensa.

L'actual seu de l'Estat Major de la Defensa va ser inaugurada el 2011 a l'Avinguda Luis Alberto d'Herrera, a la intersecció amb el carrer Monte Caseros.